# Інгулець (рудоуправління)
Рудоуправління «Інгулець» — колишнє гірничодобувне підприємство з видобутку та переробки залізняку на базі Криворізького залізорудного басейну в місті Кривий Ріг.

## Історія
Розробка залізняку на території рудника була розпочата в 1891 році.
До 1917 року діяло 8 дрібних шахт і 4 кар'єри, що належали кільком акціонерним товариствам.
На початку 1920-х років південні копальні були об'єднані в Інгулецьку групу, до якої увійшли:
- Малодобровольська копальня (шахти «Візирка», «Малодобровольська» (1904), кар'єр (1899);
- Євгенівська копальня (шахти «Магістраль» (1906) та «Російська», кар'єр шахти № 9);
- Широківська копальня (заснована в 1899; шахти «Французька», «Татарин», «Хохол», «Північна», «Широківський» та «Феліція»);
- Ушаковський рудник (заснований в 1897; шахти № 6, 7, 10 (стара) та 10 (нова), кар'єри № 1 та 2).

У 1923 р. почалося відновлення рудника.
У 1924—1925 рр. рудник отримав ім'я Чубаря, видобуток не вівся, руда відвантажувалася із запасів.
У 1925 р. вступила в дію шахта «Магістраль», до 1929 р. були відновлені шахти «Феліція», № 6, «Широківська» («Капітальна»).
У 1926—1937 роках копальня знову носила ім'я Чубаря.
У 1932 р. було завершено будівництво шахти імені МЮД і розпочато будівництво найбільшої на той час шахти «Центральна», яка вступила в дію 30 грудня 1936 року.
Було поглиблено стволи шахт «Візірка» та № 10 колишнього рудника Ушакова.
У 1938—1939 рр. отримав ім'я Єжова, з 1939 р. названий «Інгулець».
Влітку 1941 року під час окупації селища Інгулець німецькою поліцією було заарештовано шістьох робітників-комуністів копальні «Інгулець».
13 вересня 1941 року всіх шістьох затриманих було розстріляно біля одноповерхової цегляної будівлі рудоуправління «Інгулець».
Загиблих поховано в братській могилі (пам'ятник під охоронним номером 1672).
1951 року завершено післявоєнне відновлення шахт.
У 1954—1957 рр. було побудовано збагачувальну фабрику та кар'єр «Центральний».
У січні 1979 року ліквідовано шляхом приєднання до Інгулецького гірничо-збагачувального комбінату.

## Опис
Станом на 1 жовтня 1925 року налічувалося 536 працівників.
Передовиками виробництва були В. Чередниченко, Ф. Балагура, І. Голованов, М. Заков, Т. Лебедєв, К. Мороз, А. Санченко.
Працював Герой Соціалістичної Праці В. М. Колпак. Керівники: О. Коваленко, Г. М'якохлєбов, П. Білий, В. Олійников, О. Племяшов, Ю. Маслов.
У 1960-х рр. була максимальна кількість працівників — до 4500 осіб.
1940 р. видобуто понад 1,44 млн тонн руди.
1969 р. видобуто понад 1,5 млн тонн руди.
Навколо шахти «Центральна» сформувалося робоче селище, яке потім злилося з селищем Інгулецького гірничо-збагачувального комбінату, а потім і з колишнім містом Інгулець.